# Fort IV der Festung in Toruń

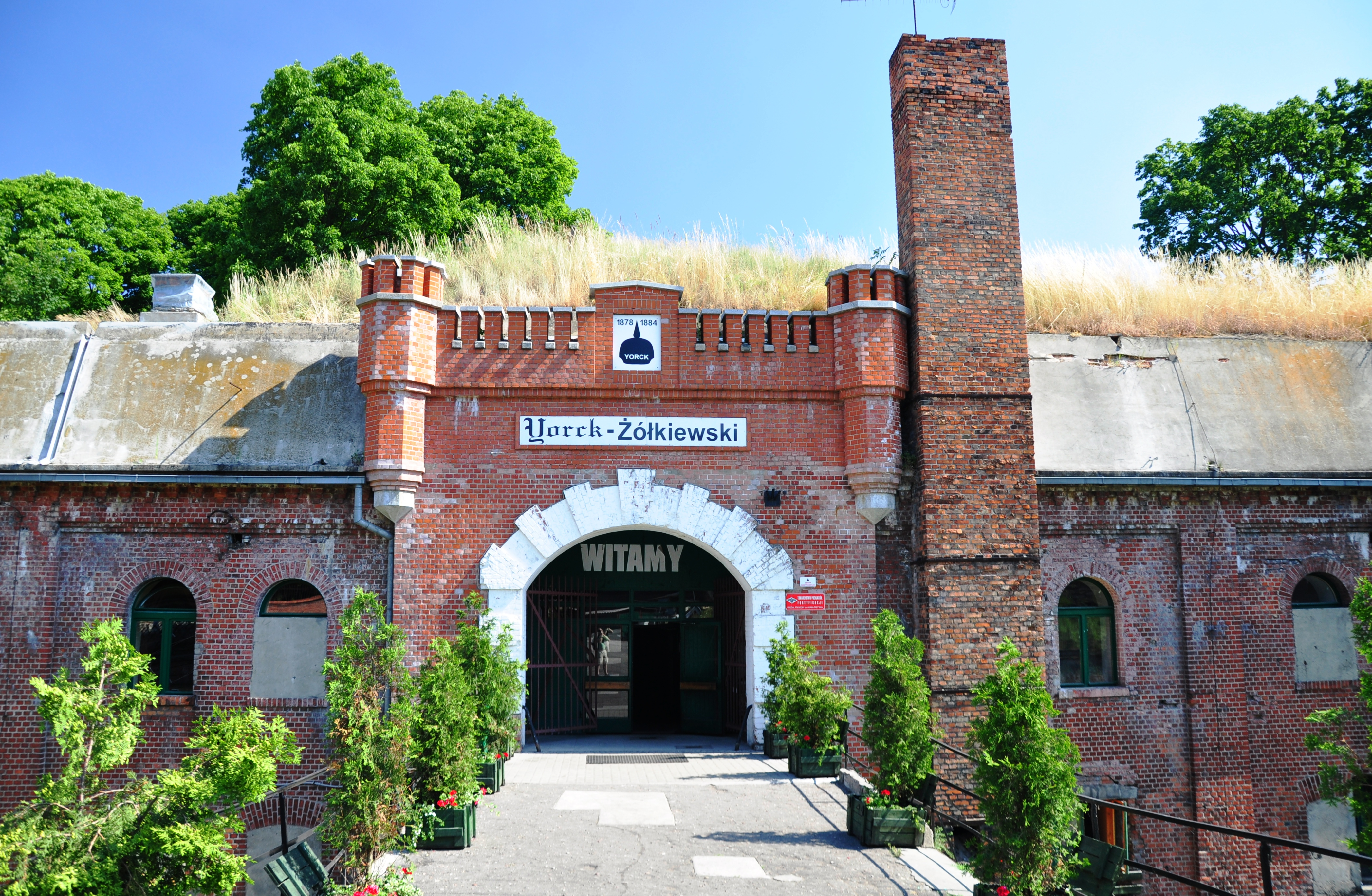
Zugang zum Fort auf der Südseite

Das Fort IV der Festung Toruń (heute genannt Fort IV Yorck-Żółkiewski) ist ein ursprünglich preußisches Artilleriefort aus den 1880er Jahren. Es war zunächst nach dem preußischen Generalfeldmarschall Ludwig Yorck von Wartenburg benannt und erhielt 1926 den Namen des polnischen Feldherrn Stanisław Żółkiewski.

## Geschichte
Das Fort liegt heute in einem Gewerbegebiet an der Bolesław-Chrobry-Straße am nördlichen Stadtrand von Toruń rund 3,5 Kilometer von der historischen Innenstadt entfernt. Das Werk gehörte zu den Verteidigungsanlagen der preußischen Festung Thorn, die von 1878 bis 1914 erbaut wurde. 1000 Meter westlich liegt das gleich große Fort V, 500 Meter südostwärts das deutlich kleinere Fort III, ein Zwischenwerk. Fort IV wurde in den Jahren von 1878 bis 1884 als eines von 15 Anlagen des Festungsgürtels errichtet. Dieser Gürtel umschloss die Innenstadt in etwa 3,5 Kilometer Entfernung auf einer Länge von 22 Kilometern.
Das Werk war mit zwei Batterien mit insgesamt 14 mittelkalibrigen sowie 15 bis 22 schwerkalibrigen Geschützen ausgerüstet. Der Feuerbereich reichte von der Umgebung in Papowo Toruńskie bis zum heutigen Toruńer Stadtteil Grębocin. Die Feuerkraft sollte nie zum Einsatz kommen, wie auch das Fort selbst nie angegriffen wurde. Neben zwei Infanteriekompanien mit rund 500 Soldaten und den Geschützbedienungen verfügte es über eine Soll-Mannstärke von 800 Mannschaften, Unteroffizieren und Offizieren. Zu preußischer Zeit trug das Fort die Bezeichnung II, da nur die Hauptwerke des Gürtels durchnummeriert waren. Ende des 19. Jahrhunderts und vor dem Ersten Weltkrieg wurden die Kasematten mit rund 1 Meter Erde abgedeckt, um die Widerstandsfähigkeit gegen überschweren Artilleriebeschuss bis 150 mm zu erhöhen. Im Jahr 1907 wurde ein von zwei Dieselmotoren angetriebener Generator eingebaut, der die unabhängige Stromversorgung der Anlage – besonders zur Belüftung und bei den Munitionswinden eingesetzt – ermöglichte.
Im Januar 1920 wurde das Fort von der polnischen Armee in einem bautechnisch guten, allerdings entwaffneten Zustand übernommen und dem 63. Toruńer Infanterieregiment (63 Toruński Pułk Piechoty) zugeteilt. 1926 wurde es dann auch umbenannt. Im Jahr 1956 erfolgte die Demilitarisierung der Anlage. Später war hier eine Pilzproduktion untergebracht. In den 1990er Jahren wurde das Werk an den Privatmann Jerzey Okoński verkauft. Unter ihm und mithilfe eines Vereins wurde das Objekt restauriert und dient seitdem als Hotel und Veranstaltungsstätte. Seit 1971 steht es unter Denkmalschutz.

## Architektur
Fort IV ist ein großes, preußisches Standard-Artilleriefort der Zeit mit der üblichen fünfeckigen Form und dem vorgelagerten Glacis. Die Hauptverteidigungsrichtung war Norden, die Zufahrt liegt im Süden. Im Gegensatz zu den eingeschossigen Anlagen der Russen waren die Kasematten des preußischen Werks zweigeschossig. Es wurde aus Ziegelstein gebaut und ist bereits betonarmiert. Stirn (Front) und Schulter bilden mit Erdwällen geschützte Gebäude, die mit Artilleriestellungen, Artilleriedepots und Bereitschaftsräumen bestückt waren. Der hintere (südliche) Teil war die Kaserne, in dem sich die Soldaten- und Offiziersunterkünfte sowie Speisesäle und Küchen befanden. Mittig und an die Kaserne angelehnt befanden sich Munitions- und sonstige Lagerräume. Von diesem zentralen Punkt der Anlage aus waren die Verteidigungsstellungen großteils gedeckt erreichbar. Das Fort ist von einem beidseitig gemauerten, trockenen Graben umgeben. Der Graben konnte im Nahkampf mittels einer Spitzkaponniere sowie zwei einseitigen Kaponnieren an den Schultern verteidigt werden. Die Kaponnieren waren über Poternen von den Innenhöfen erreichbar.
Auf dem Stirnwall befanden sich zwei gedeckte Beobachtungseinrichtungen, die der durch eine rund 1 Meter dicke Stahlbetondecke geschützte Feuerleitstelle für den Artillerieeinsatz zugeordnete Kuppel war mittels einer Handkurbel durch den Beobachter drehbar. Auf der rückwärtigen Kehlseite befindet sich vor dem Zugang ein ummauerter Platz, der durch eine zweistöckige Grabenstreiche in der Contrescarpe gedeckt wurde. Der Zugang zum Fort konnte durch Heraufziehen der massiven und mit Schusslöchern versehenen Bodenmetallplatte im Zugangsbereich versperrt werden.

### Bilder der Festungsanlage

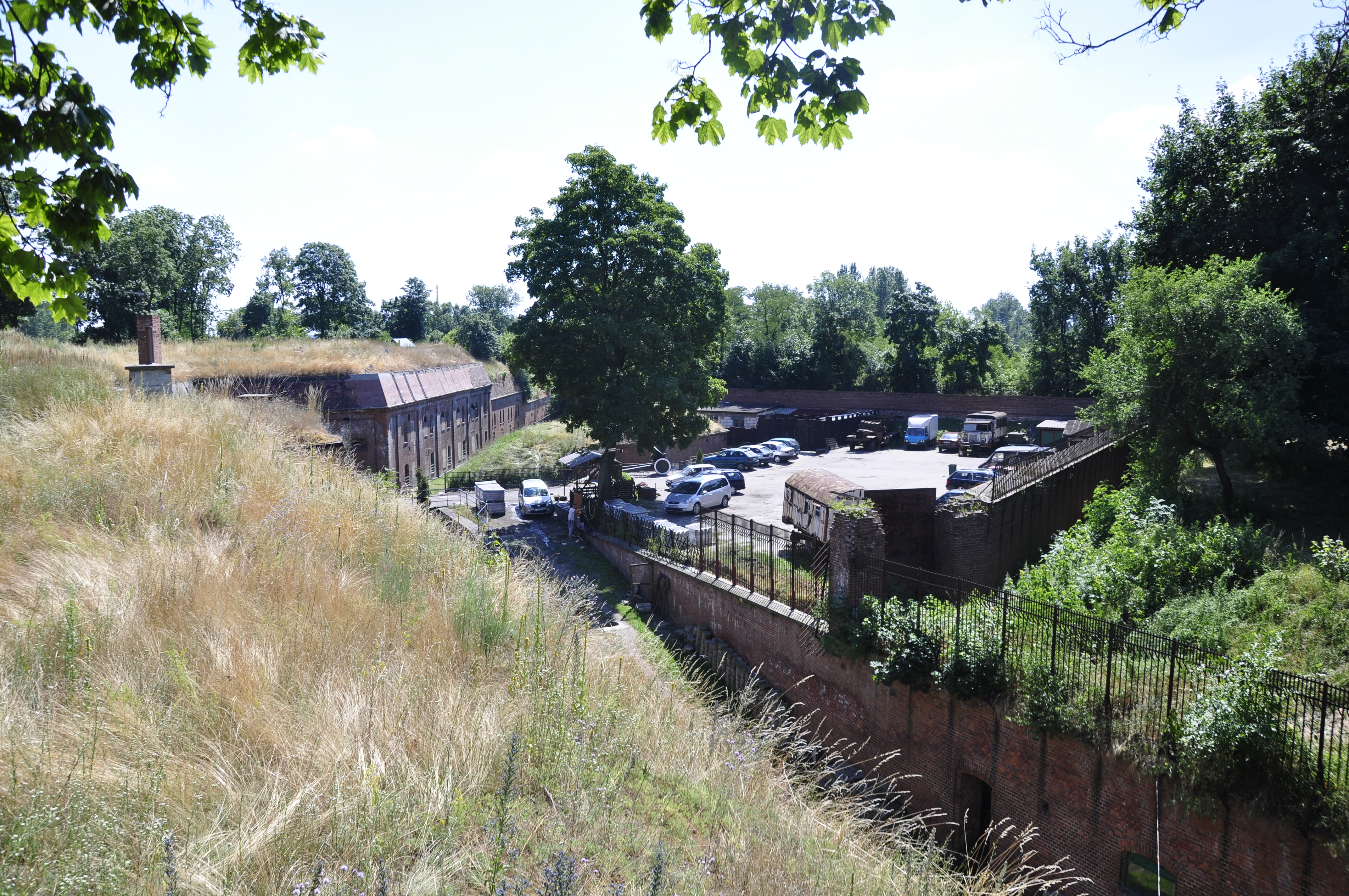
Blick von der Festung auf den ummauerten Vorhof
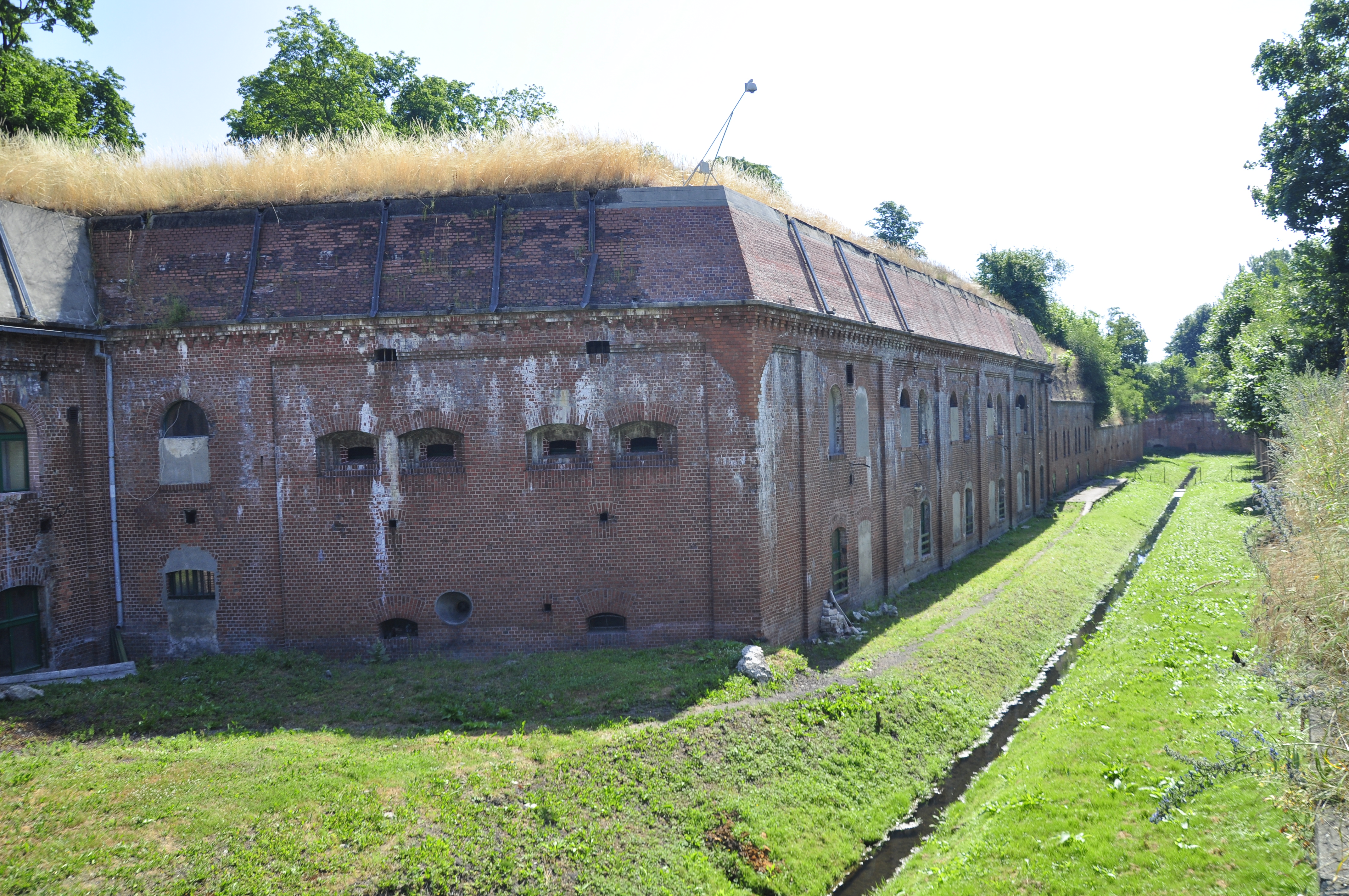
Zweistöckige Mannschaftskasematten auf der Kehlseite
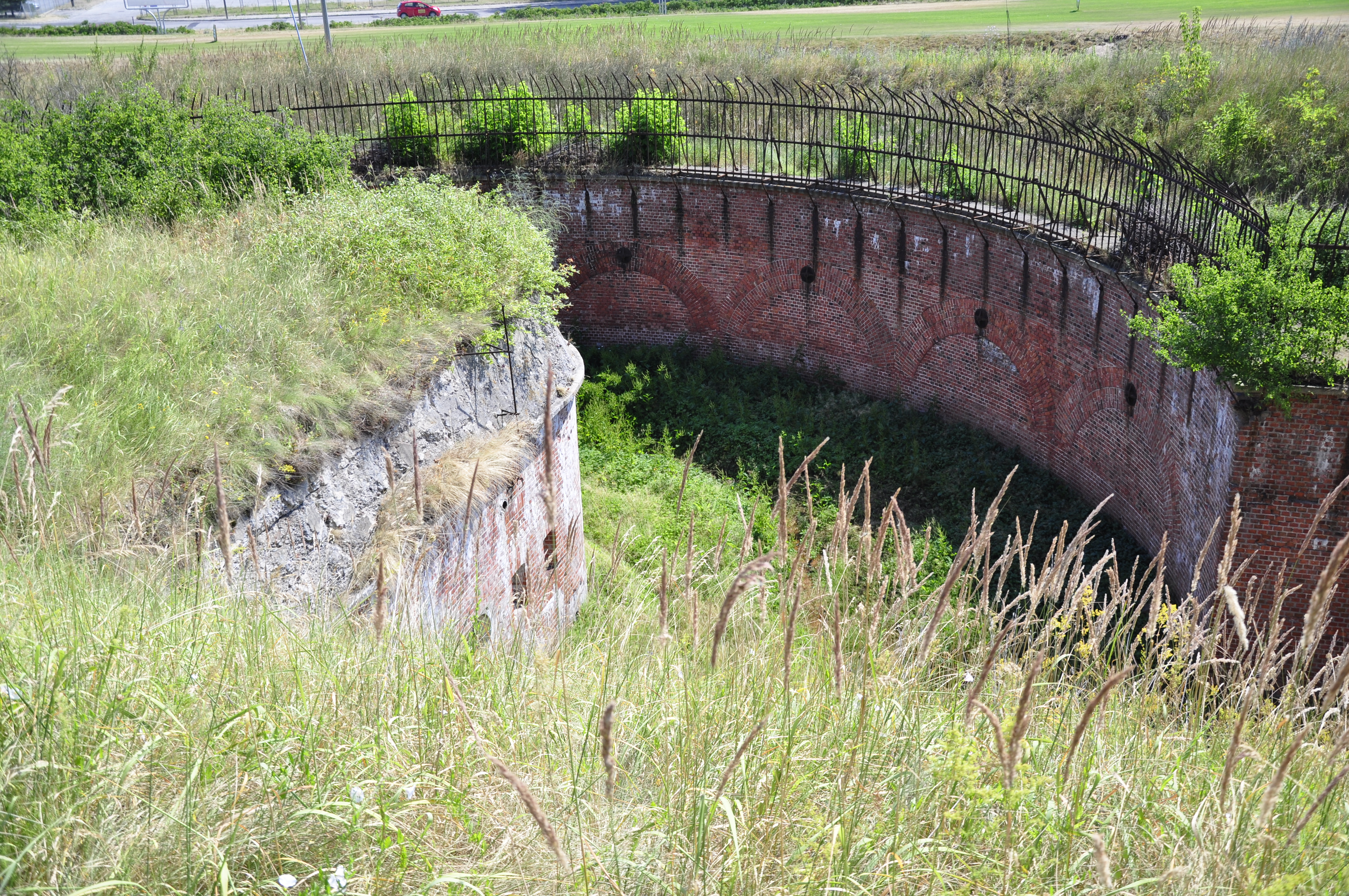
Schulterkaponniere und Graben
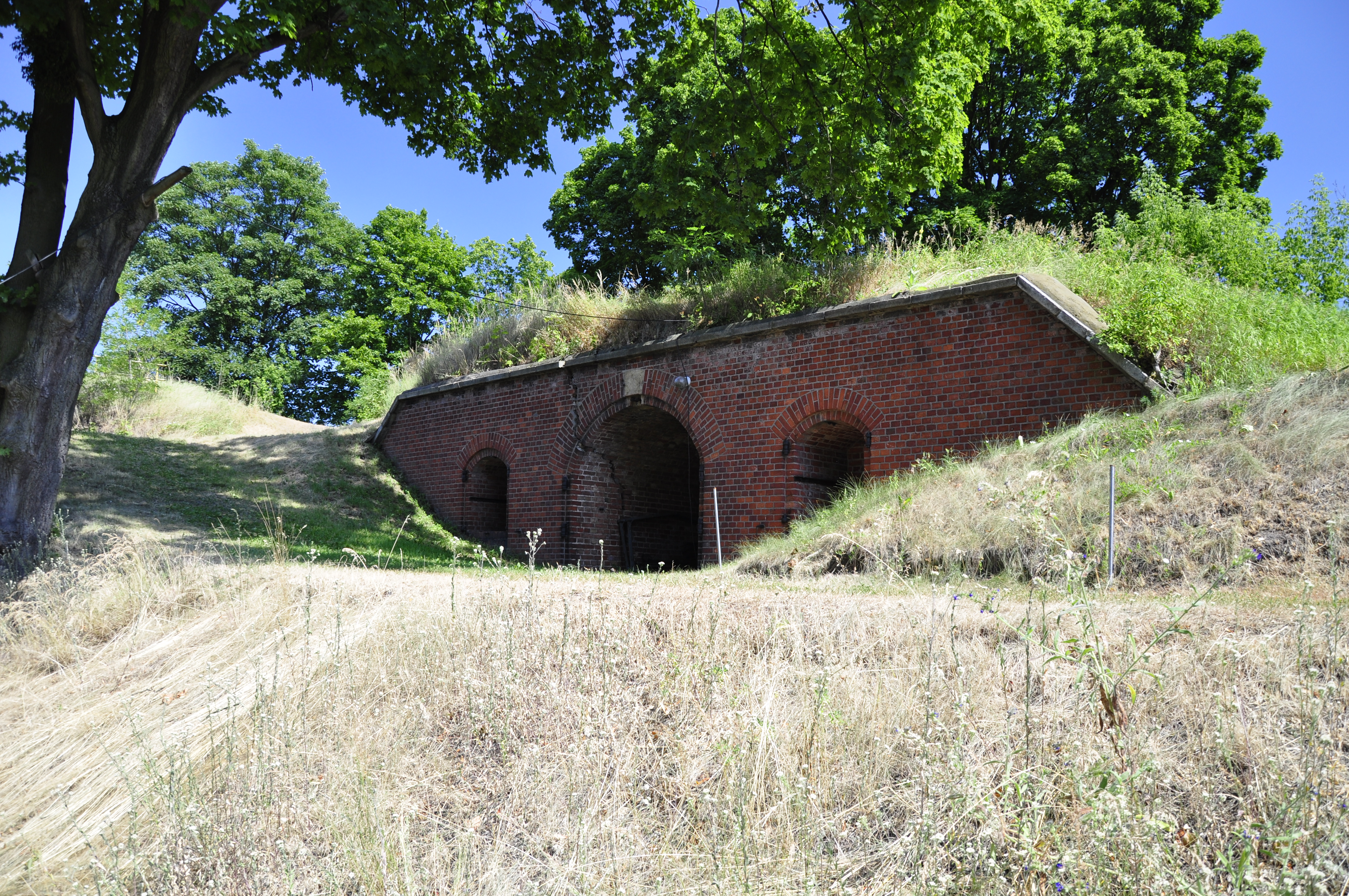
Geschützdepot auf der Rückseite des Stirnwalls

### Bilder der Kampfstellungen

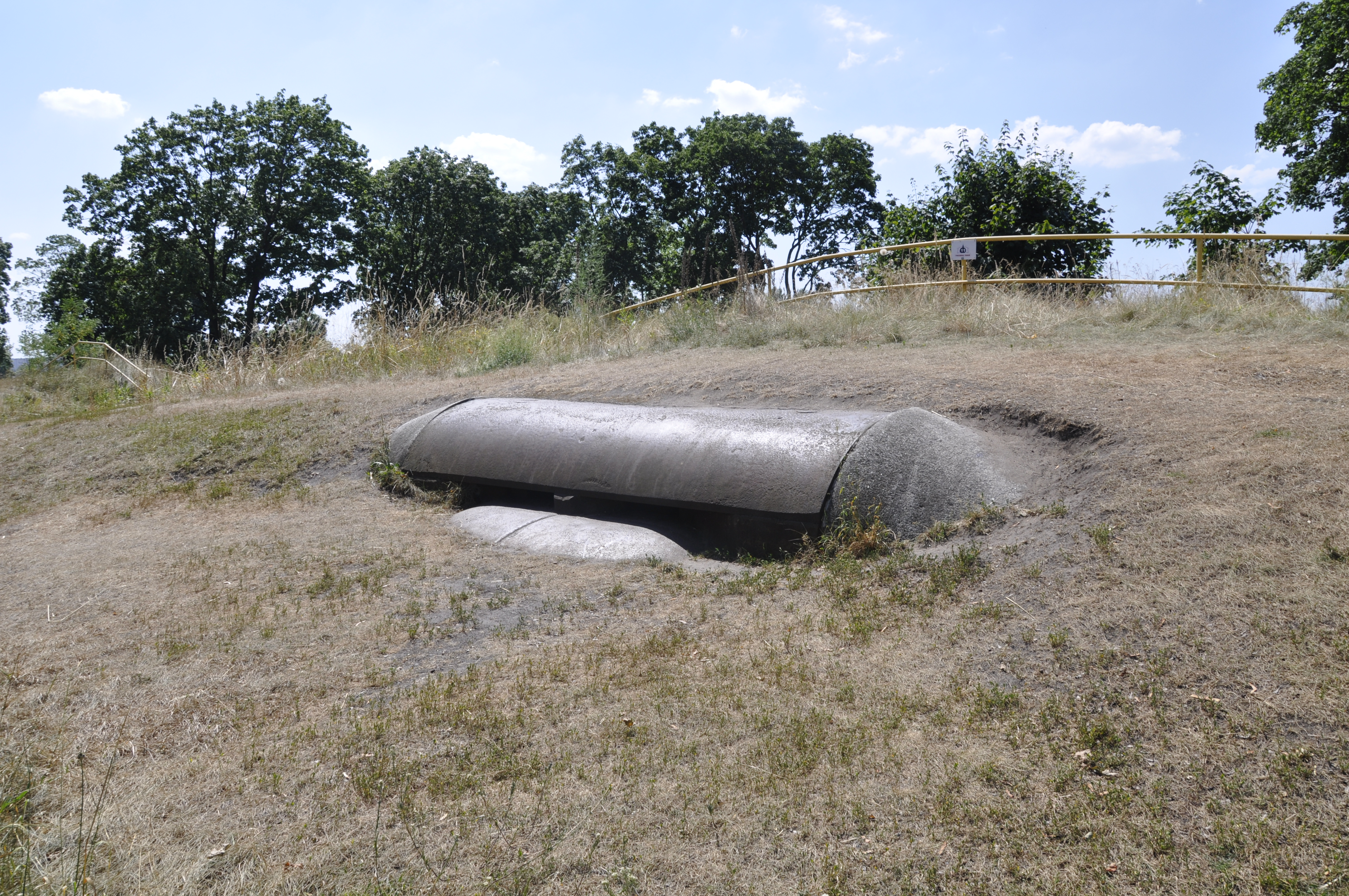
Gepanzerter Beobachtungsposten auf dem Stirnwall
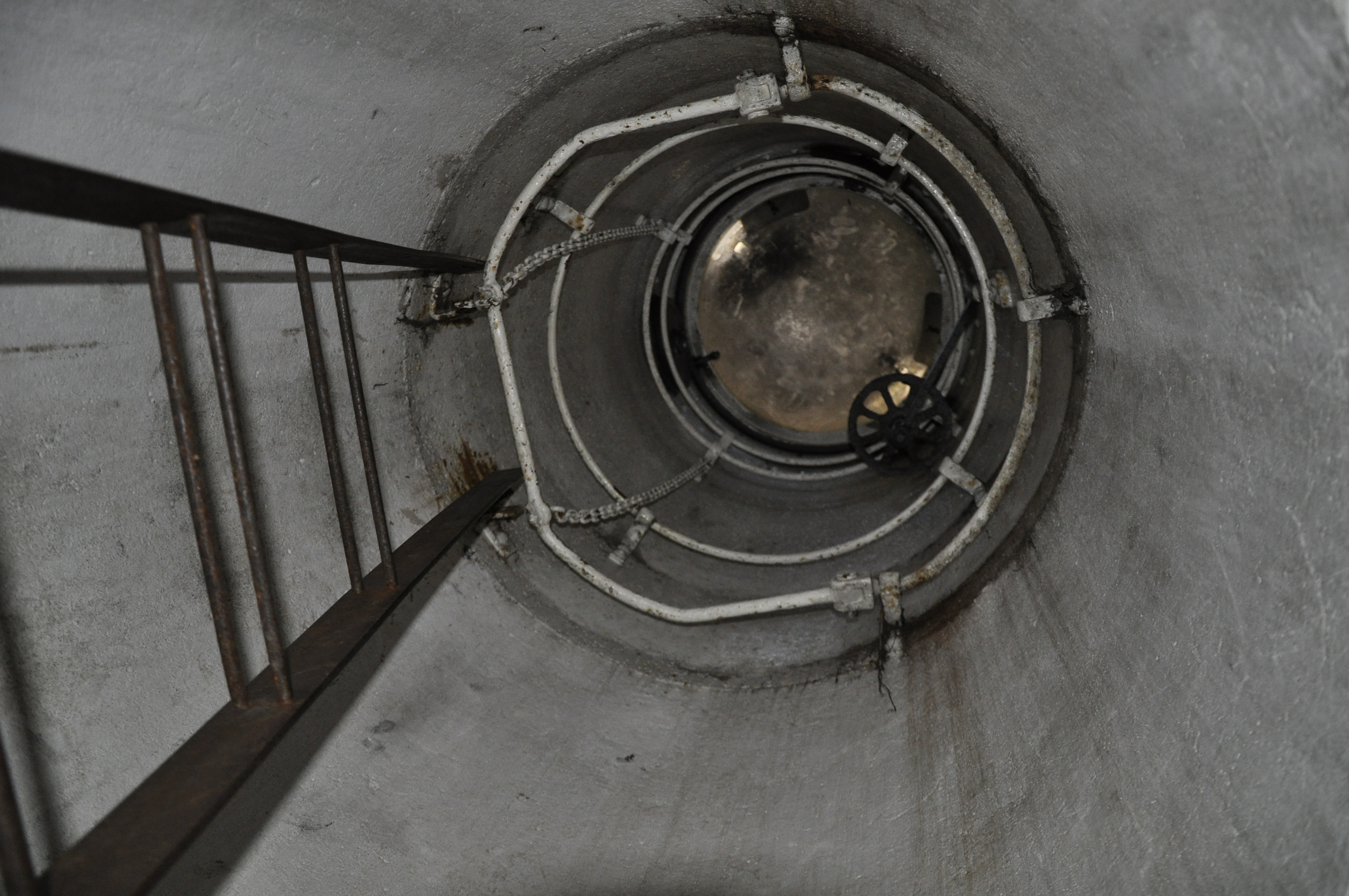
Zugang zur selbstdrehenden Beobachtungsstation
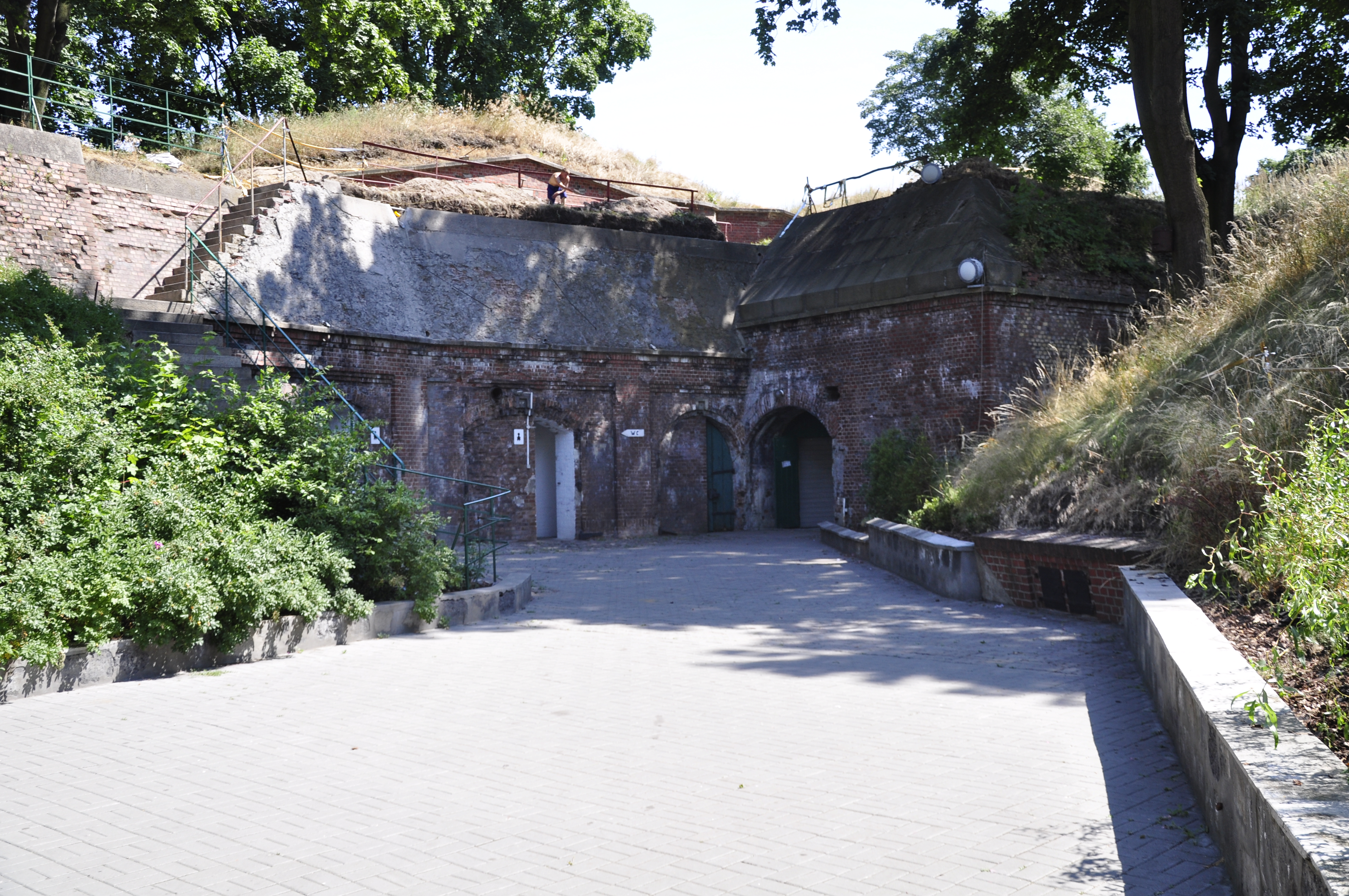
Bereitschaftsräume unter den Kampfstellungen

## Nutzung heute
Das Fort ist komplett erhalten und wird von einem Verein gepflegt und gewerblich betrieben. Die ehemaligen Unterkünfte sind zu Hotelzimmern ausgebaut, bis zu 100 Personen können in Großraum- oder Zweibettzimmern untergebracht werden. Die ehemalige Mannschaftskantine dient als Frühstücks- oder Festraum. Mit Führern kann die Anlage besichtigt werden. Mehrere historische Geschütze stehen in den Artilleriestellungen, die drehbare Feuerleitstelle kann benutzt werden. In einem kleineren Teil der Anlage ist ein Reservat für Fledermäuse eingerichtet worden. Auf dem früheren Glacis befindet sich heute ein kleiner Golfplatz.

### Bilder vom heutigen Hotel

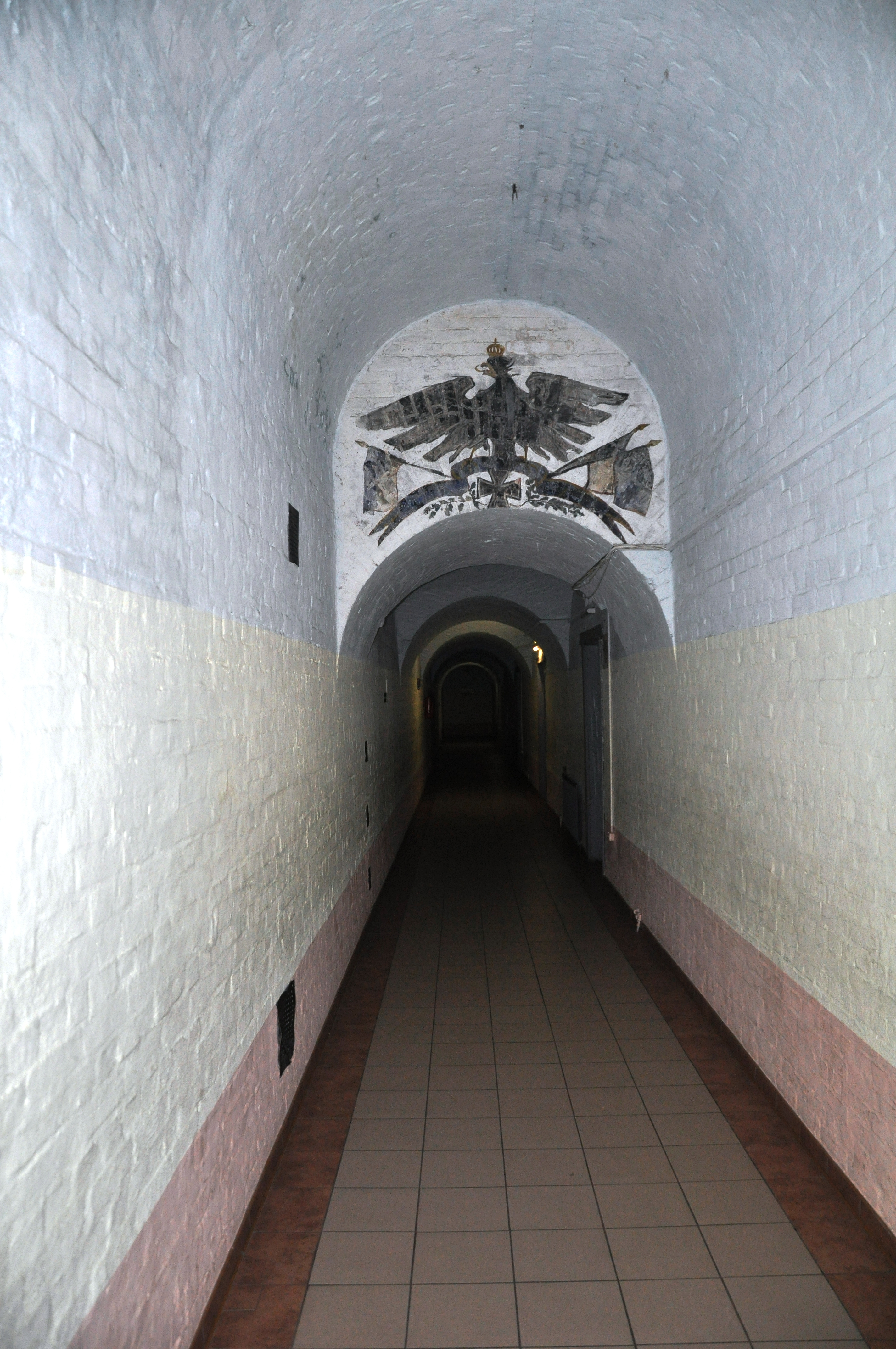
Flur im heutigen Hotelbereich
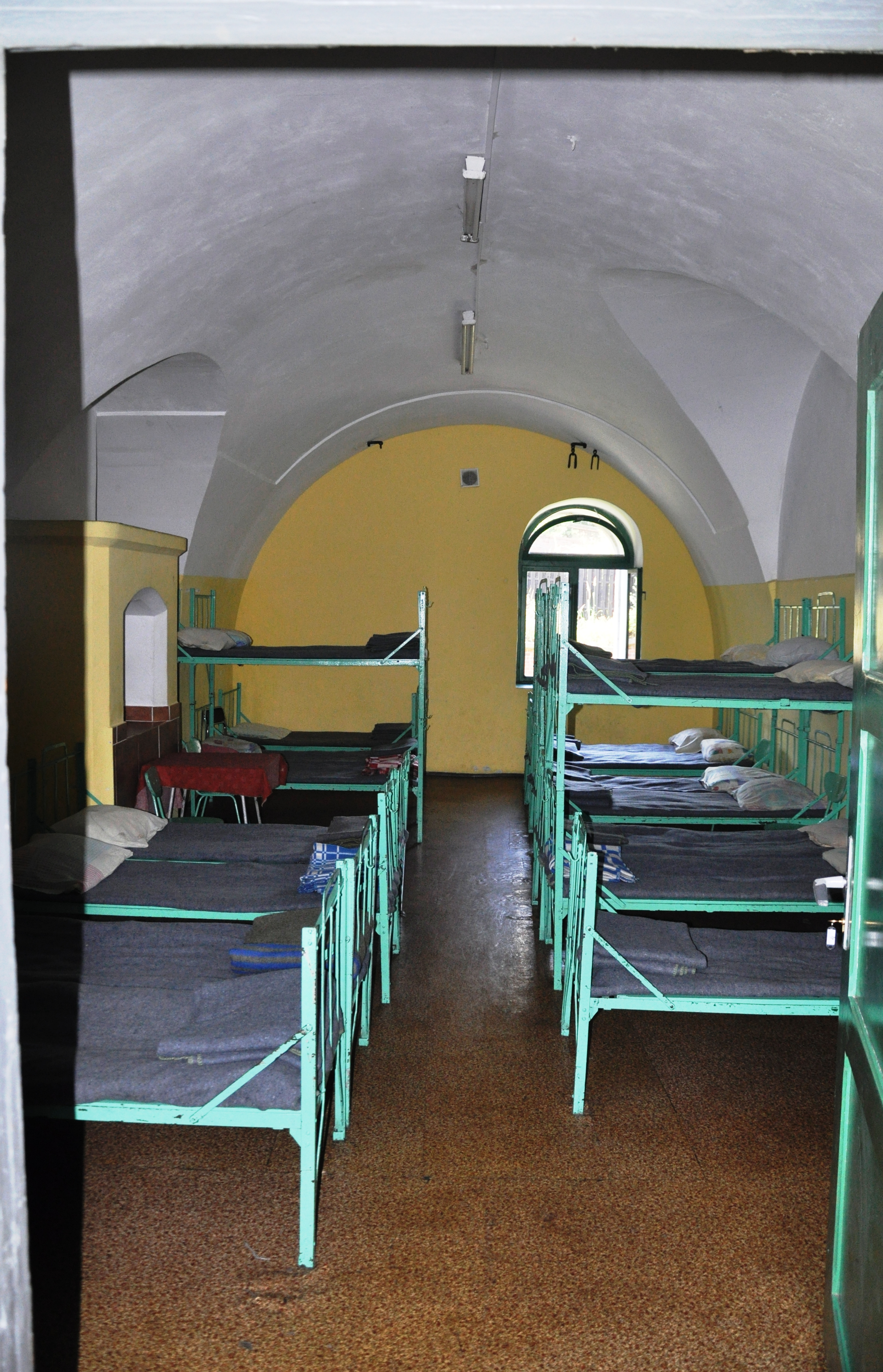
Großraumzimmer (vor allem für Schulklassen genutzt)
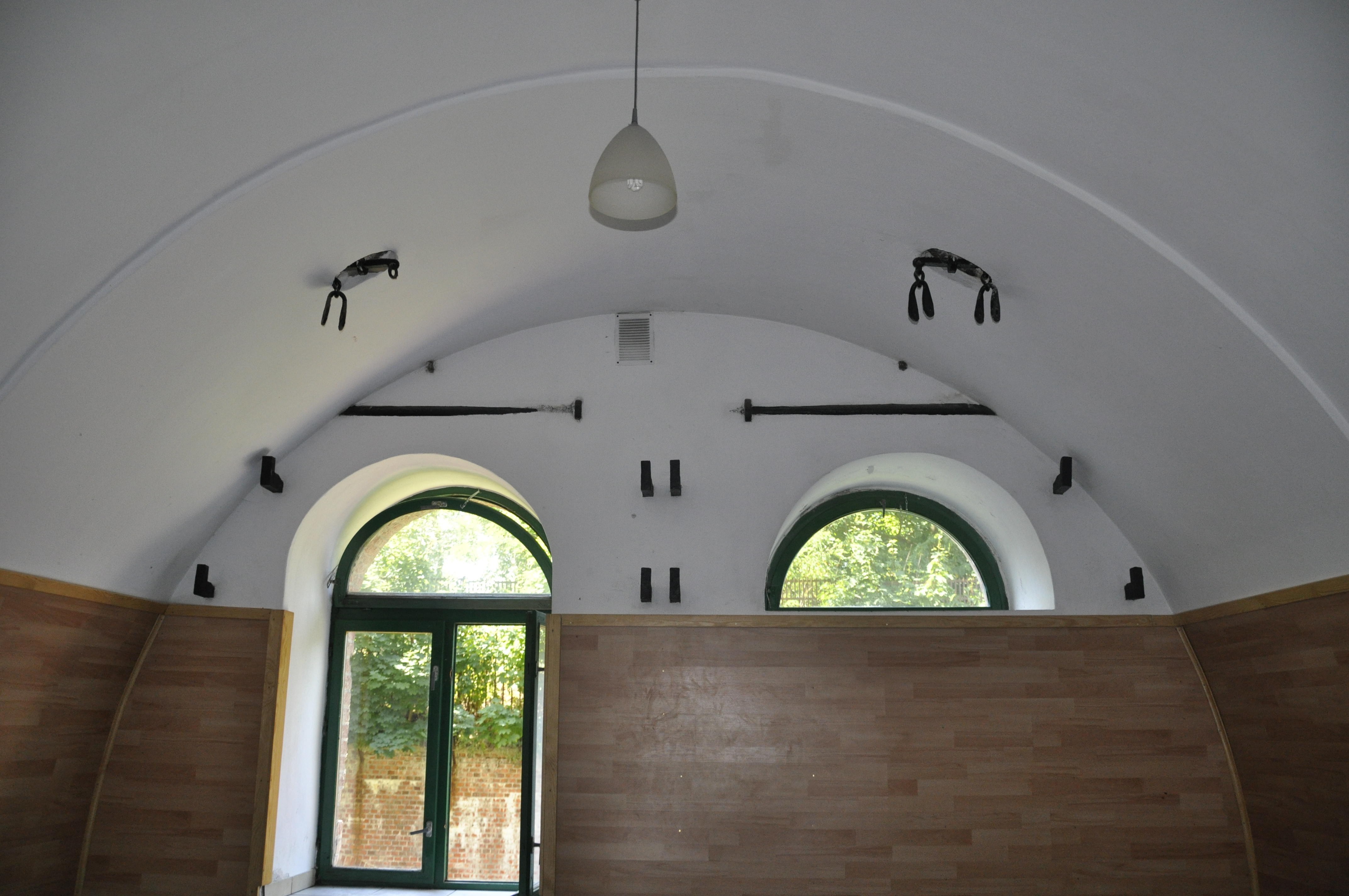
Historische Hebe- und Verblendungsvorrichtungen in den untenliegenden Hotelzimmern
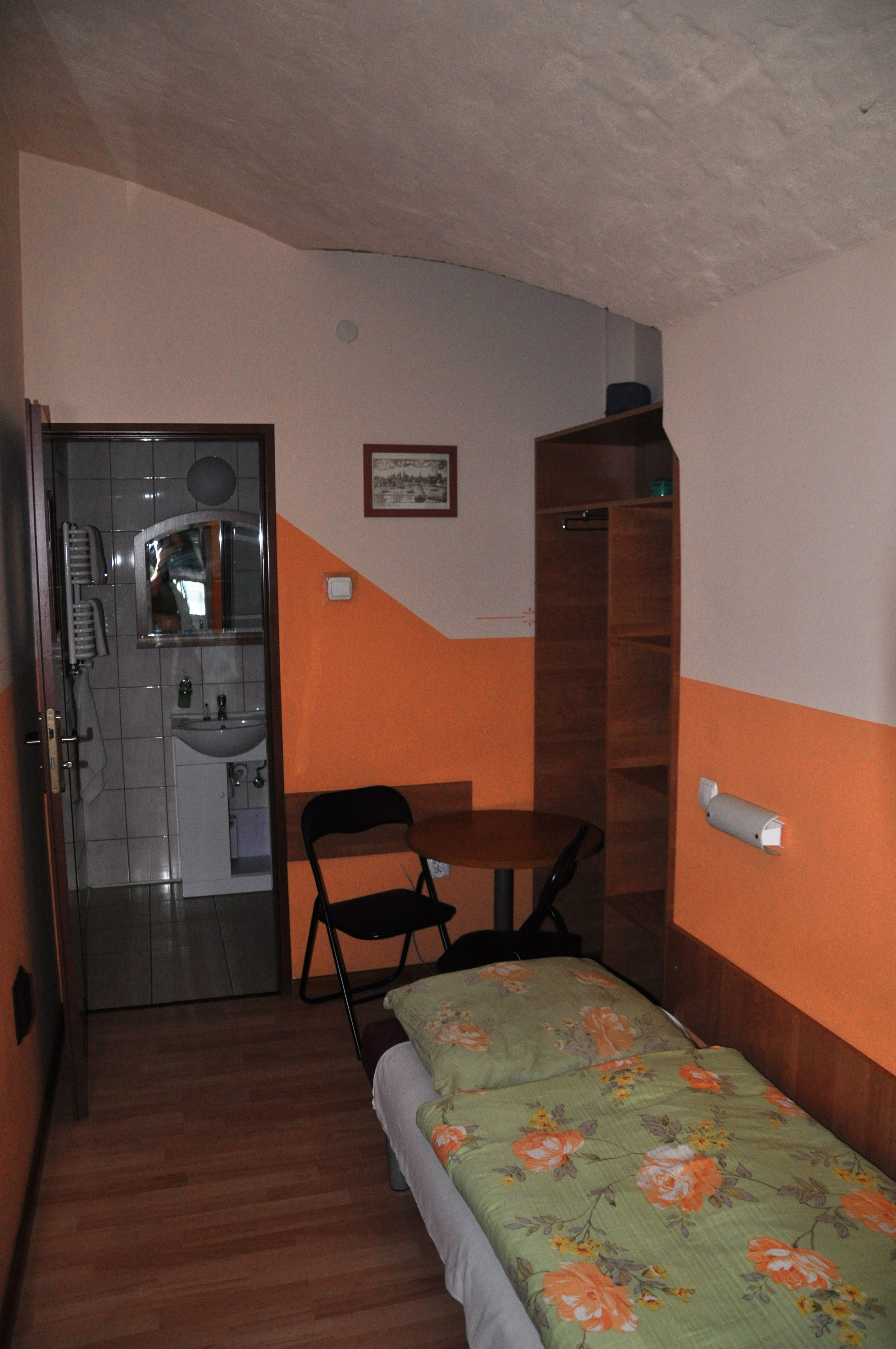
Fensterloses Zweibettzimmer im heutigen Hotel